# Astragalus glycyphyllos

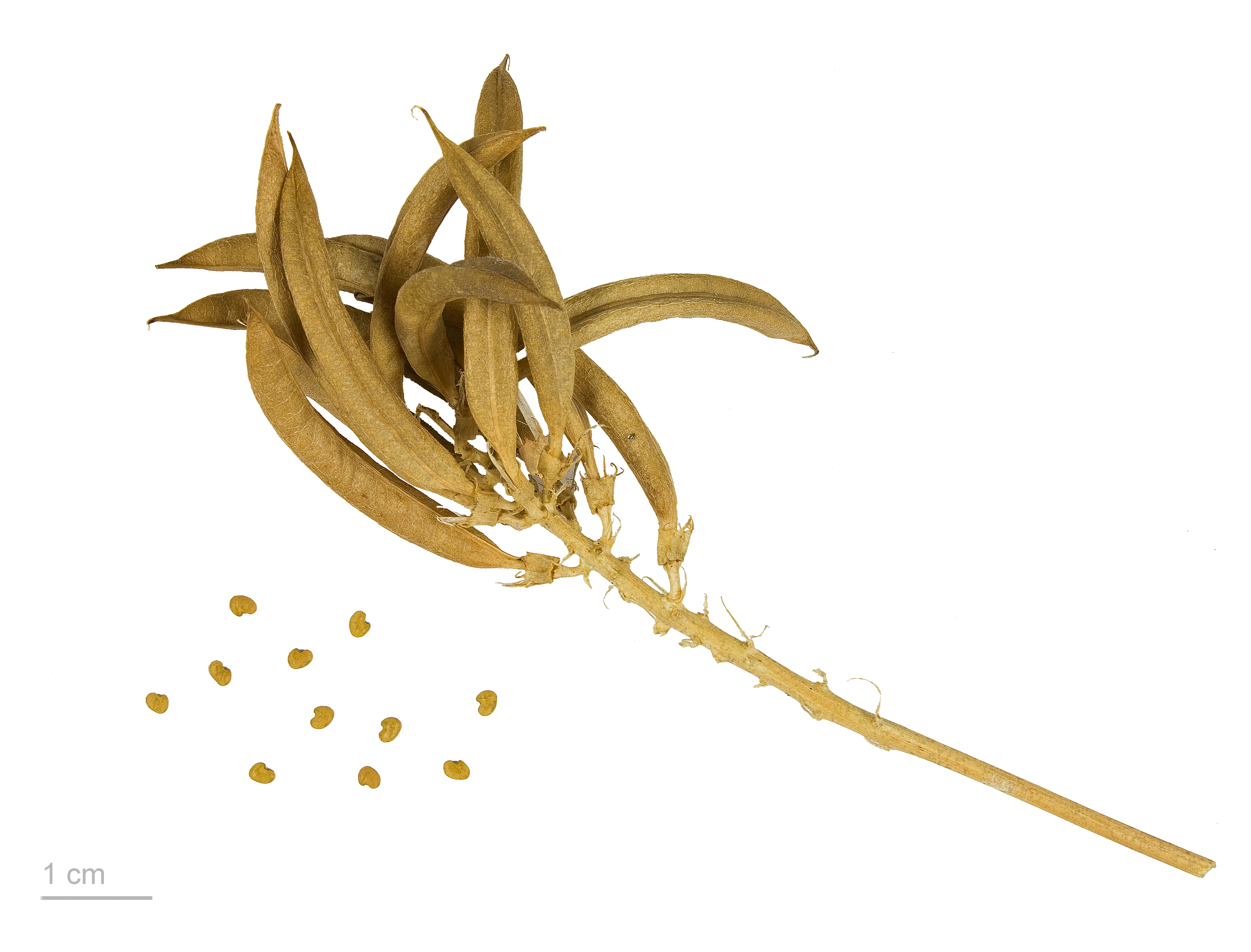
Astragalus glycyphyllos

Astragalus glycyphyllos là một loài thực vật có hoa trong họ Đậu. Loài này được L. miêu tả khoa học đầu tiên.

## Hình ảnh

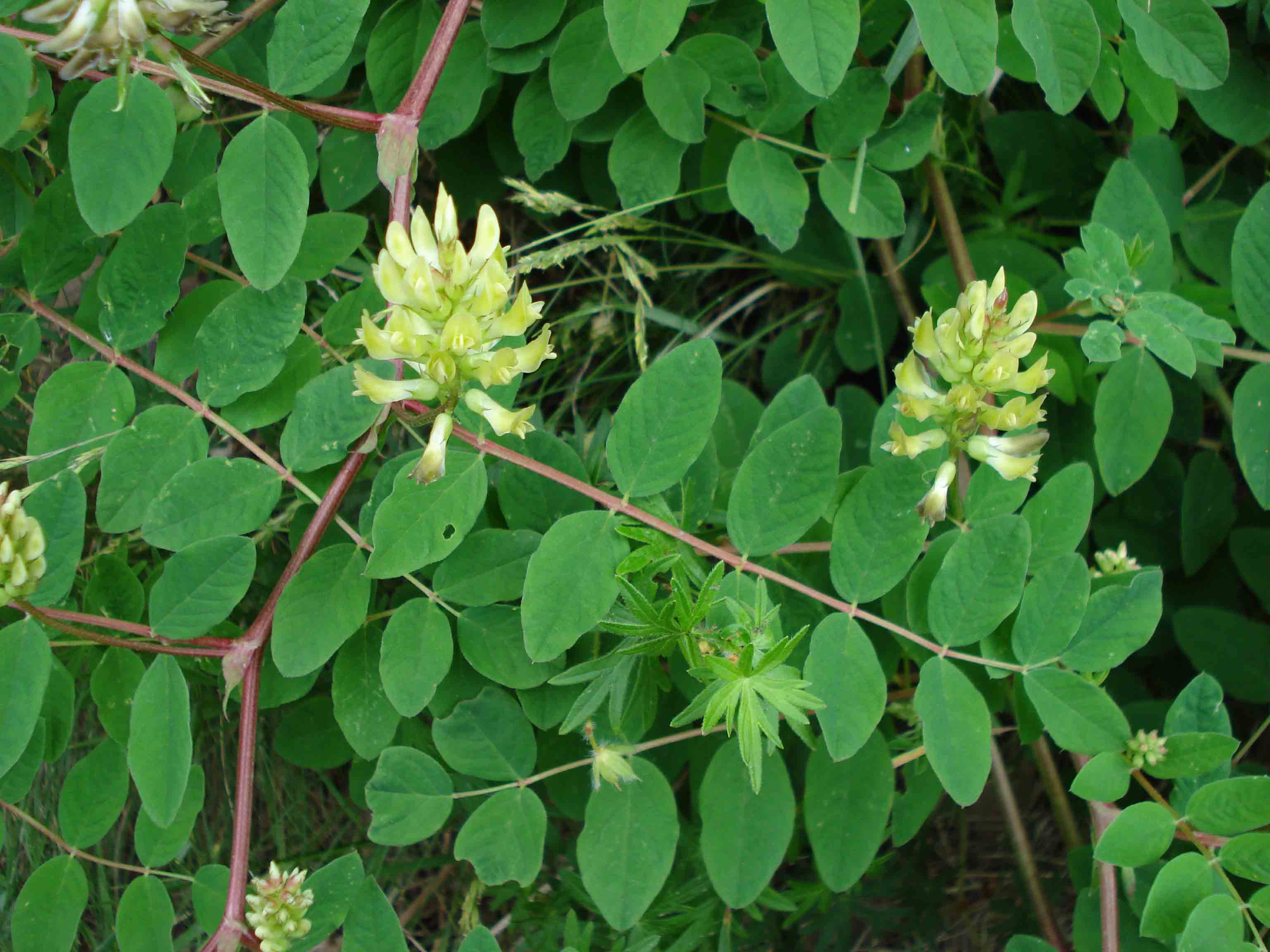
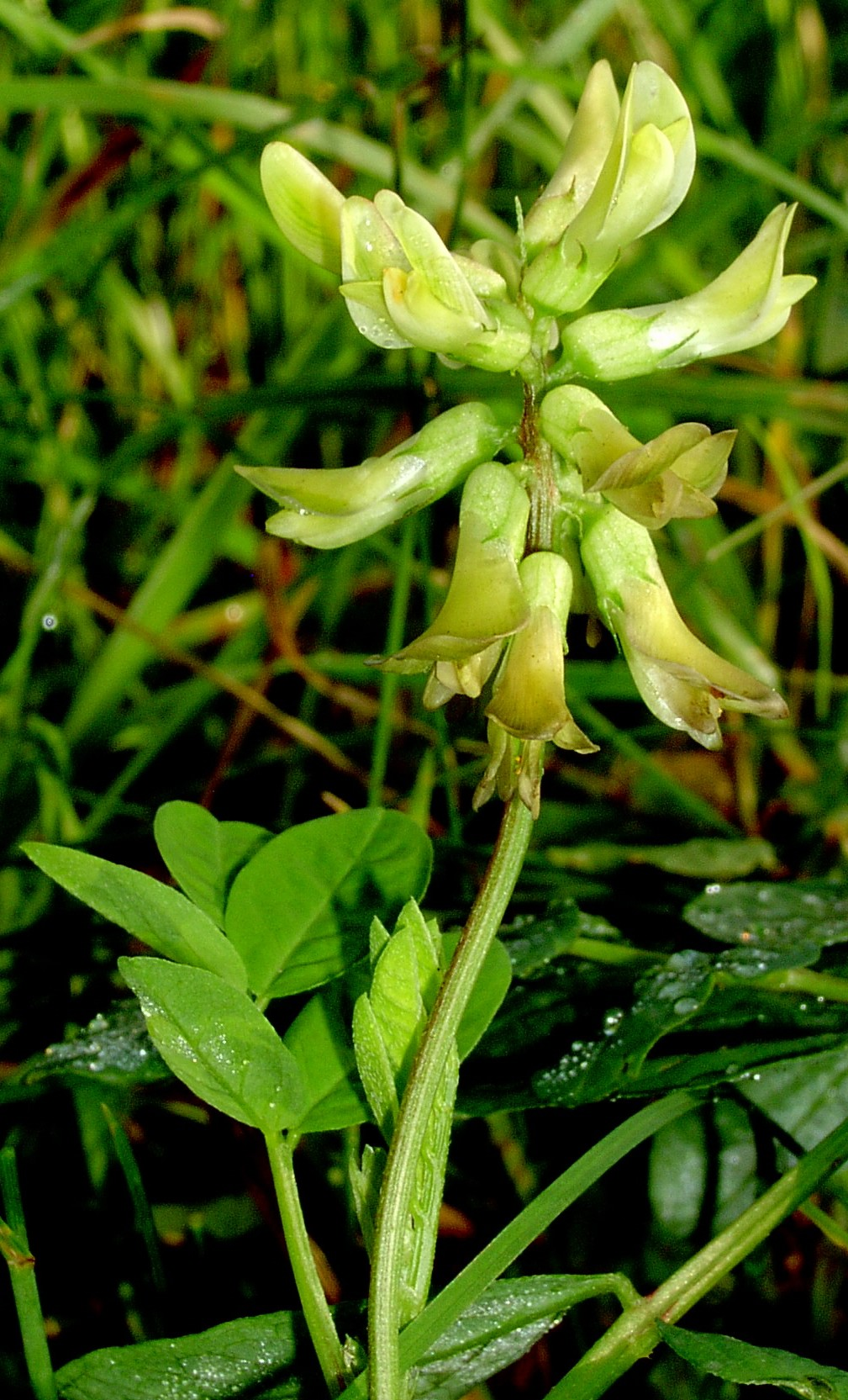
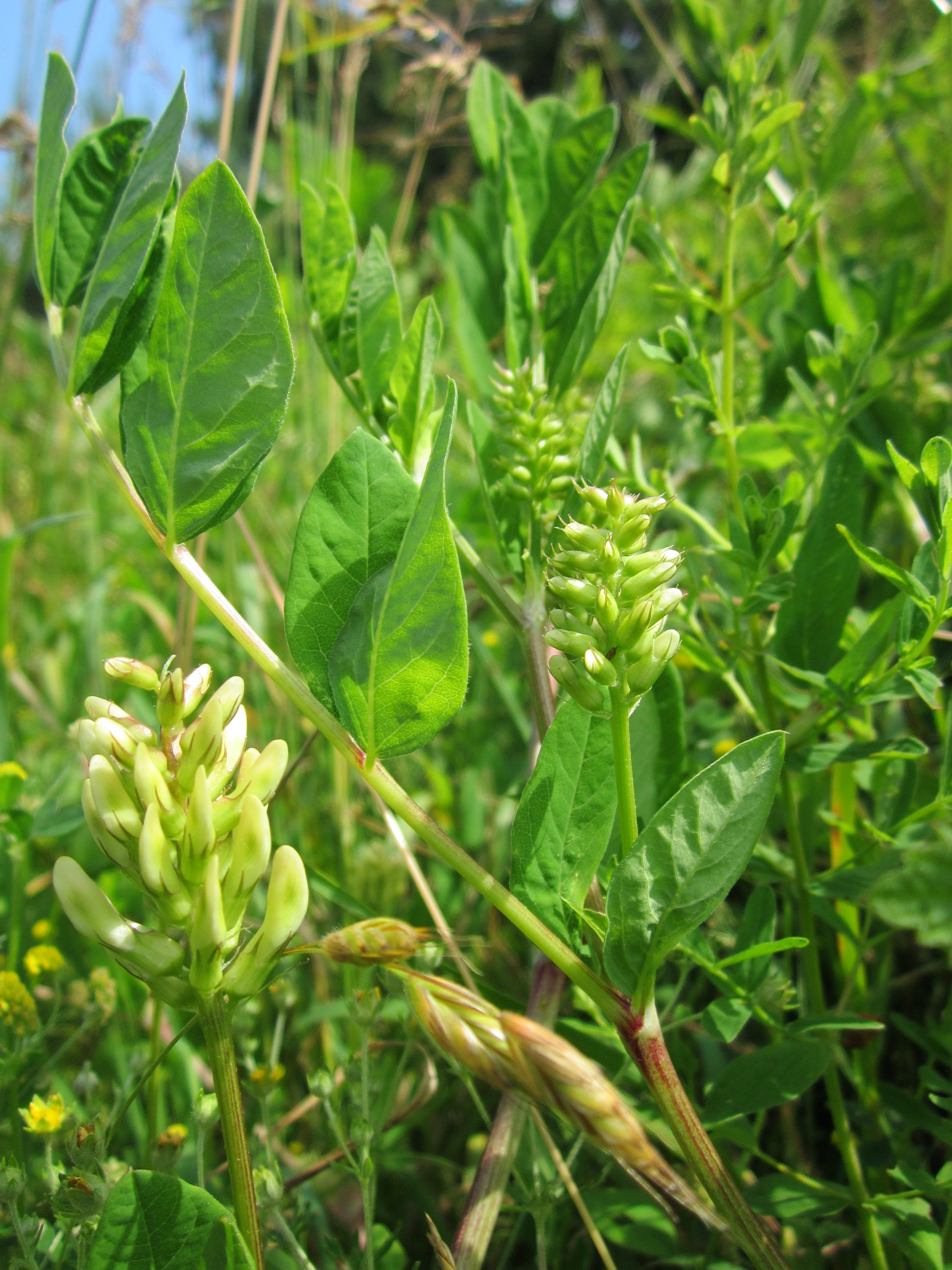
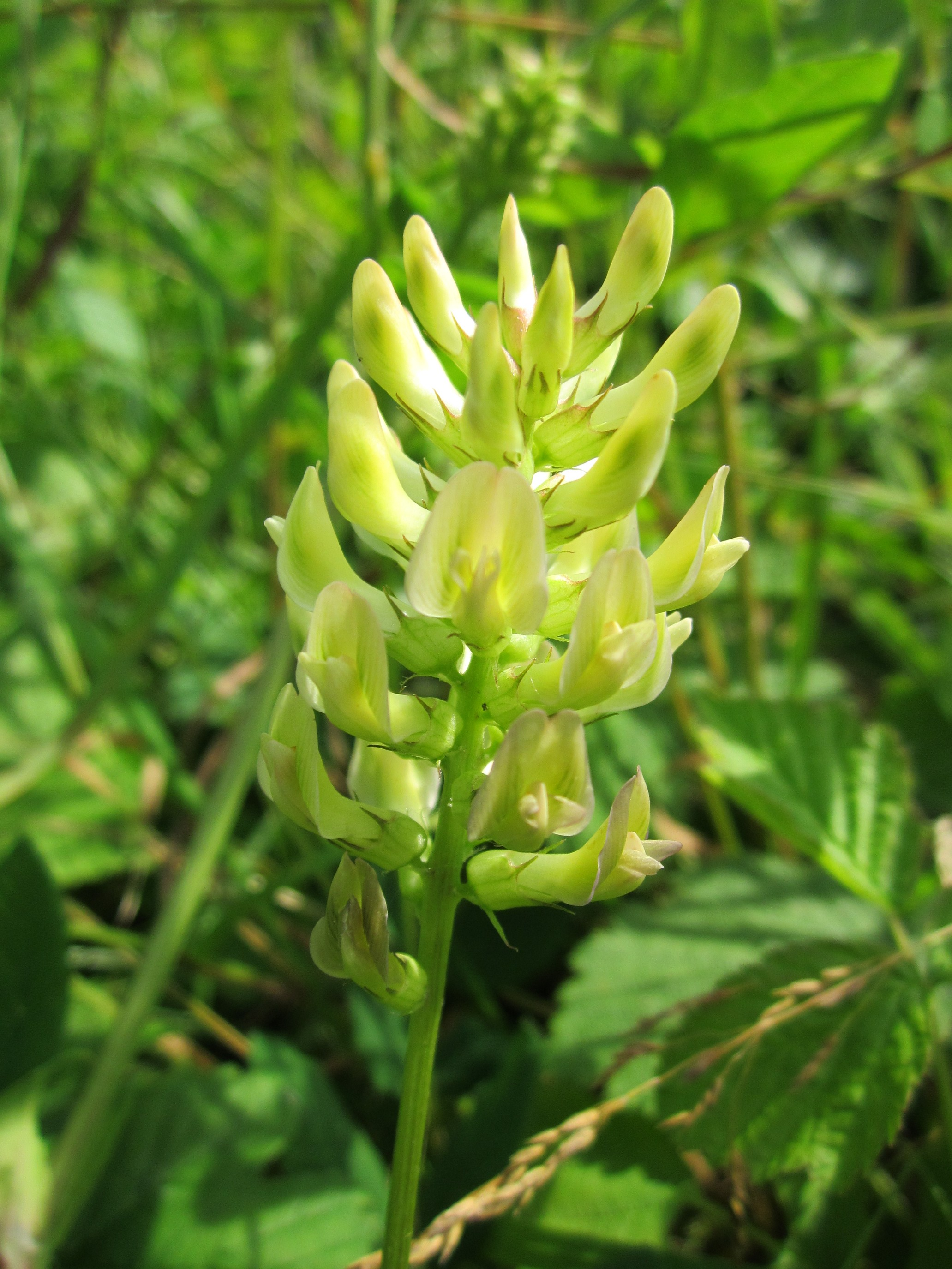